# Bantry Bay
Ne doit pas être confondu avec Baie de Bantry.
Bantry Bay est une banlieue de la ville du Cap en Afrique du Sud, situé sur les pentes de Lion's Head et donnant sur l'Océan Atlantique. Appelé à l'origine Botany Bay, d'après un jardin botanique qui y avait été créé, Bantry Bay a pris son nom actuel à la fin du XIXe siècle.

## Localisation
Bantry Bay se situe sur la côte atlantique juste après les quartiers de Sea Point et Fresnaye et permet d'accéder aux plages de Clifton.

## Démographie
Le quartier compte 820 résidents, principalement issu de la communauté blanche (75,49 %). Les noirs représentent 13,78 % des habitants tandis que les coloureds, population majoritaire au Cap, représentent 7,68 % des résidents
Les habitants sont à 71,62 % de langue maternelle anglaise, à 12,39 % de langue maternelle afrikaans et à 3,94 % de langue maternelle xhosa.

## Historique
En 1803, un jardin botanique est constitué, sur le site de Bantry Bay, par le Dr Friedrich Ludwig Liesching – le premier président de la South African Medical Society - afin d'y cultiver des herbes médicinales et d'entretenir des spécimens botaniques rares. Le lieu gagne le nom de Botany Bay, dénomination qui perdure même après l'abandon du jardin botanique.
En 1882, le domaine est racheté par un immigré irlandais qui fait rebaptiser Botany Bay en Bantry Bay d'après un village situé sur la côte sud-ouest de l'Irlande.

## Politique
Bantry Bay est un bastion politique de l'Alliance démocratique (DA) situé dans 16ème arrondissement (subcouncil) du Cap et dans le ward 54 au côté de Sea Point, Fresnaye, Camps Bay, Robben Island, Signal Hill, Bakoven, Clifton, Three Anchor Bay (partiellement) et Oudekraal. Le conseiller municipal élu dans le ward est Shayne Ramsay (DA).